# Llista de banderes estatals
| Índex A B C D E F G H I J K L M N O P Q R S T U V W X Y Z |

## A
| Afganistan        | Bandera de l'Afganistan     |
| Albània           | Bandera d'Albània           |
| Alemanya          | Bandera d'Alemanya          |
| Algèria           | Bandera d'Algèria           |
| Andorra           | Bandera d'Andorra           |
| Angola            | Bandera d'Angola            |
| Antigua i Barbuda | Bandera d'Antigua i Barbuda |
| Aràbia Saudí      | Bandera de l'Aràbia Saudita |
| Argentina         | Bandera de l'Argentina      |
| Armènia           | Bandera d'Armènia           |
| Austràlia         | Bandera d'Austràlia         |
| Àustria           | Bandera d'Àustria           |
| Azerbaidjan       | Bandera de l'Azerbaidjan    |

## B
| Bahames              | Bandera de les Bahames          |
| Bahrain              | Bandera de Bahrain              |
| Bangladesh           | Bandera de Bangladesh           |
| Barbados             | Bandera de Barbados             |
| Bèlgica              | Bandera de Bèlgica              |
| Belize               | Bandera de Belize               |
| Benín                | Bandera de Benín                |
| Bhutan               | Bandera de Bhutan               |
| Belarús              | Bandera de Belarús              |
| Bolívia              | Bandera de Bolívia              |
| Bòsnia i Herzegovina | Bandera de Bòsnia i Hercegovina |
| Botswana             | Bandera de Botswana             |
| Brasil               | Bandera del Brasil              |
| Brunei               | Bandera de Brunei               |
| Bulgària             | Bandera de Bulgària             |
| Burkina Faso         | Bandera de Burkina Faso         |
| Burundi              | Bandera de Burundi              |

## C
| Cambodja                        | Bandera de Cambodja                           |
| Camerun                         | Bandera del Camerun                           |
| Canadà                          | Bandera del Canadà                            |
| Cap Verd                        | Bandera de Cap Verd                           |
| Colòmbia                        | Bandera de Colòmbia                           |
| Comores                         | Bandera de les Comores                        |
| República del Congo             | Bandera de la República del Congo             |
| República Democràtica del Congo | Bandera de la República Democràtica del Congo |
| Corea del Nord                  | Bandera de Corea del Nord                     |
| Corea del Sud                   | Bandera de Corea del Sud                      |
| Costa d'Ivori                   | Bandera de la Costa d'Ivori                   |
| Costa Rica                      | Bandera de Costa Rica                         |
| Croàcia                         | Bandera de Croàcia                            |
| Cuba                            | Bandera de Cuba                               |

## D
| Dinamarca | Bandera de Dinamarca |
| Djibouti  | Bandera de Djibouti  |
| Dominica  | Bandera de Dominica  |

## E
| Egipte                        | Bandera d'Egipte                           |
| El Salvador                   | Bandera del Salvador                       |
| Emirats Àrabs Units           | Bandera dels Emirats Àrabs Units           |
| Equador                       | Bandera de l'Equador                       |
| Eritrea                       | Bandera d'Eritrea                          |
| Eslovàquia                    | Bandera d'Eslovàquia                       |
| Eslovènia                     | Bandera d'Eslovènia                        |
| Espanya                       | Bandera d'Espanya                          |
| Estats Federats de Micronèsia | Bandera dels Estats Federats de Micronèsia |
| Estats Units d'Amèrica        | Bandera dels Estats Units d'Amèrica        |
| Estònia                       | Bandera d'Estònia                          |
| Etiòpia                       | Bandera d'Etiòpia                          |

## F
| Fiji            | Bandera de Fiji          |
| Illes Filipines | Bandera de les Filipines |
| Finlàndia       | Bandera de Finlàndia     |
| França          | Bandera de França        |

## G
| Gabon               | Bandera del Gabon               |
| Gàmbia              | Bandera de Gàmbia               |
| Geòrgia             | Bandera de Geòrgia              |
| Ghana               | Bandera de Ghana                |
| Grècia              | Bandera de Grècia               |
| Grenada             | Bandera de Grenada              |
| Guatemala           | Bandera de Guatemala            |
| República de Guinea | Bandera de Guinea               |
| Guinea-Bissau       | Bandera de Guinea Bissau        |
| Guinea Equatorial   | Bandera de la Guinea Equatorial |
| Guyana              | Bandera de Guyana               |

## H
| Haití     | Bandera d'Haití      |
|           | Bandera d'Hondures   |
| Hong Kong | Bandera de Hong Kong |
| Hongria   | Bandera d'Hongria    |

## I
| Iemen     | Bandera del Iemen   |
| Índia     | Bandera de l'Índia  |
| Indonèsia | Bandera d'Indonèsia |
| Iran      | Bandera de l'Iran   |
| Iraq      | Bandera de l'Iraq   |
| Irlanda   | Bandera d'Irlanda   |
| Islàndia  | Bandera d'Islàndia  |
| Israel    | Bandera d'Israel    |
| Itàlia    | Bandera d'Itàlia    |

## J
| Jamaica  | Bandera de Jamaica  |
| Japó     | Bandera del Japó    |
| Jordània | Bandera de Jordània |

## K
| Kazakhstan  | Bandera del Kazakhstan  |
| Kenya       | Bandera de Kenya        |
| Kirguizstan | Bandera del Kirguizstan |
| Kiribati    | Bandera de Kiribati     |
| Kosovo      | Bandera de Kosovo       |
| Kuwait      | Bandera de Kuwait       |

## L
| Laos          | Bandera de Laos          |
| Lesotho       | Bandera de Lesotho       |
| Letònia       | Bandera de Letònia       |
| Líban         | Bandera del Líban        |
| Libèria       | Bandera de Libèria       |
| Líbia         | Bandera de Líbia         |
| Liechtenstein | Bandera de Liechtenstein |
| Lituània      | Bandera de Lituània      |
| Luxemburg     | Bandera de Luxemburg     |

## M
| Macau              | Bandera de Macau              |
| Macedònia del Nord | Bandera de Macedònia del Nord |
| Madagascar         | Bandera de Madagascar         |
| Malàisia           | Bandera de Malàisia           |
| Malawi             | Bandera de Malawi             |
| Maldives           | Bandera de les Maldives       |
| Mali               | Bandera de Mali               |
| Malta              | Bandera de Malta              |
| Marroc             | Bandera del Marroc            |
| Illes Marshall     | Bandera de les illes Marshall |
| Maurici            | Bandera de Maurici            |
| Mauritània         | Bandera de Mauritània         |
| Mèxic              | Bandera de Mèxic              |
| Moçambic           | Bandera de Moçambic           |
| Moldàvia           | Bandera de Moldàvia           |
| Mònaco             | Bandera de Mònaco             |
| Mongòlia           | Bandera de Mongòlia           |
| Montenegro         | Bandera de Montenegro         |
| Myanmar            | Bandera de Myanmar            |

## N
| Namíbia      | Bandera de Namíbia      |
| Nauru        | Bandera de Nauru        |
| Nepal        | Bandera del Nepal       |
| Nicaragua    | Bandera de Nicaragua    |
| Níger        | Bandera del Níger       |
| Nigèria      | Bandera de Nigèria      |
| Noruega      | Bandera de Noruega      |
| Nova Zelanda | Bandera de Nova Zelanda |

## O
| Oman | Bandera d'Oman |

## P
| Països Baixos      | Bandera dels Països Baixos   |
| Pakistan           | Bandera del Pakistan         |
| República de Palau | Bandera de Palau             |
| Panamà             | Bandera del Panamà           |
| Papua-Nova Guinea  | Bandera de Papua Nova Guinea |
| Paraguai           | Bandera del Paraguai         |
| Perú               | Bandera del Perú             |
| Polònia            | Bandera de Polònia           |
| Portugal           | Bandera de Portugal          |

## Q
| Qatar | Bandera de Qatar |

## R
| Regne Unit                      | Bandera del Regne Unit                        |
| República Centreafricana        | Bandera de la República Centreafricana        |
| República Democràtica del Congo | Bandera de la República Democràtica del Congo |
| República Dominicana            | Bandera de la República Dominicana            |
| República Txeca                 | Bandera de la República Txeca                 |
| Romania                         | Bandera de Romania                            |
| Rússia                          | Bandera de Rússia                             |
| Ruanda                          | Bandera de Ruanda                             |

## S
| Saint Kitts i Nevis            | Bandera de Saint Kitts i Nevis            |
| Saint Lucia                    | Bandera de Saint Lucia                    |
| Saint Vincent i les Grenadines | Bandera de Saint Vincent i les Grenadines |
| Illes Salomó                   | Bandera de Salomó                         |
| Sàhara Occidental              | Bandera del Sàhara Occidental             |
| Samoa                          | Bandera de Samoa                          |
| San Marino                     | Bandera de San Marino                     |
| São Tomé i Príncipe            | Bandera de São Tomé i Príncipe            |
| Senegal                        | Bandera del Senegal                       |
| Sèrbia                         | Bandera de Sèrbia                         |
| Seychelles                     | Bandera de les Seychelles                 |
| Sierra Leone                   | Bandera de Sierra Leone                   |
| Singapur                       | Bandera de Singapur                       |
| Síria                          | Bandera de Síria                          |
| Somàlia                        | Bandera de Somàlia                        |
| Sri Lanka                      | Bandera de Sri Lanka                      |
| Sud-àfrica                     | Bandera de Sud-àfrica                     |
| Sudan                          | Bandera del Sudan                         |
| Sudan del Sud                  | Bandera del Sudan del Sud                 |
| Suècia                         | Bandera de Suècia                         |
| Suïssa                         | Bandera de Suïssa                         |
| Surinam                        | Bandera de Surinam                        |
| Swazilàndia                    | Bandera de Swazilàndia                    |

## T
| Tadjikistan          | Bandera del Tadjikistan      |
| Tailàndia            | Bandera de Tailàndia         |
| República de la Xina | Bandera de Taiwan            |
| Tanzània             | Bandera de Tanzània          |
| Timor Oriental       | Bandera del Timor Oriental   |
| Togo                 | Bandera de Togo              |
| Tonga                | Bandera de Tonga             |
| Trinitat i Tobago    | Bandera de Trinitat i Tobago |
| Tunísia              | Bandera de Tunísia           |
| Turkmenistan         | Bandera del Turkmenistan     |
| Turquia              | Bandera de Turquia           |
| Tuvalu               | Bandera de Tuvalu            |
| Txad                 | Bandera del Txad             |

## U
| Ucraïna    | Bandera d'Ucraïna       |
| Uganda     | Bandera d'Uganda        |
| Uruguai    | Bandera de l'Uruguai    |
| Uzbekistan | Bandera de l'Uzbekistan |

## V
| Vanuatu           | Bandera de Vanuatu   |
| Ciutat del Vaticà | Bandera del Vaticà   |
| Veneçuela         | Bandera de Veneçuela |
| Vietnam           | Bandera del Vietnam  |

## X
| Xile  | Bandera de Xile                            |
| Xina  | Bandera de la República Popular de la Xina |
| Xipre | Bandera de Xipre                           |

## Z
| Zambia   | Bandera de Zàmbia   |
| Zimbabwe | Bandera de Zimbabwe |